# STS-110
La missió STS-110 va ser una missió a l'Estació espacial internacional del transbordador espacial Atlantis llançada des del centre espacial John F. Kennedy el 8 d'abril de 2002. El principal objectiu de la missió fou instal·lar el segment ITS S0 de l'estructura de l'estació.

## Tripulació
- Michael J. Bloomfield (3), Comandant
- Stephen N. Frick (1), Pilot
- Jerry L. Ross (7), especialista de missió
- Steven L. Smith (4), especialista de missió
- Ellen Ochoa (4), especialista de missió
- Llegeix M.E. Morin (1), especialista de missió
- Rex J. Walheim (1), especialista de missió

 Entre parèntesis, el nombre de missions de l'astronauta, inclosa la STS-110

## Paràmetres de la missió
- Massa: 
  -  El trasborador al despegar :  257.079 kg
  -  El trasborador a l'aterrar :  200.657 kg
  -  Càrrega :  13.132 kg
- Perigeu:  155 km
- Apogeu:  225 km
- Inclinació:  51,6 °
- Període:  88,3 min

### Acoblament amb la ISS
- Acoblament : 10 d'abril de 2002, 16:05:00 UTC
- Desacoblament : 17 d'abril de 2002, 18:31:00 UTC
- Temps d'acoblament : 7 dies, 2h, 26 min, 00 s